# Ponte Lambro
Ponte Lambro (lombardul: Pont Lamber) település Olaszországban, Lombardia régióban, Como megyében. Lakosainak száma 4228 fő (2023. január 1.). Ponte Lambro Caslino d’Erba, Erba és Castelmarte községekkel határos.

## Népesség
A település lakossága az elmúlt években az alábbi módon változott:
| Lakosok száma | 4302 | 4303 | 4228 |
|               | 2017 | 2018 | 2023 |